# Olle Orrheim
Olof Evald Orrheim, känd som Olle Orrheim, född 3 oktober 1913 i Frösö församling i Jämtlands län, död 27 februari 2003 i Ytterhogdals församling i landskapet Hälsingland i Jämtlands län, var en svensk journalist och informatör.
Olle Orrheim var verksam vid Östersunds-Posten 1936–1950, sist som redaktionssekreterare. Han kom sedan till Nyköping där han gjorde personaltidningar åt företagen Hargs Fabriker, Oxelösunds Järnverk och AB Sunlight. Han började på Södermanlands Nyheter som redaktionschef 1954, blev två år senare chefredaktör och var 1957–1962 ansvarig utgivare där. År 1962 blev han i stället informatör och verkade som informationschef hos Charles Westerberg & Co följt av motsvarande roll inom Nyge-koncernen.
Han gifte sig 1946 med Ann-Mari Arnesson (1923–2013). De fick tre barn: Elisabeth Ekman (född 1947), mor till Maja Ekman och Mårten Ekman, Hans Orrheim (född 1950) och Marianne Orrheim Blomberg (född 1953).
Han är begravd på Ytterhogdals kyrkogård i Hälsingland.